# Kerkbrink (Hilversum)
De Kerkbrink is een brink en een straat in het centrum van de Nederlandse plaats Hilversum. De Kerkbrink loopt vanaf de Kerkstraat tot de Brinkweg en de Oude Torenstraat. Zijstraten van de Kerkbrink zijn de Langestraat en de Herenstraat. De straat is vernoemd naar de kerk die aan deze straat ligt. Het is een straat met daaraan een aantal rijksmonumenten. Een klein deel van de Kerkbrink, van de Oude Torenstraat tot de Brinkweg, is een deel van de binnenring.

## Geschiedenis
Aan de Kerkbrink heeft vermoedelijk een kasteel gestaan. Aan de Kerkbrink 6 bevindt zich het Oude Raadhuis van Hilversum uit 1881. Later is dit verbouwd door gemeentearchitect J. Rietbergen, zodat het groter werd en een deftiger uitstraling kreeg. Nog weer later in 1988 is het gerestaureerd en het dient tegenwoordig als museum, dat de naam draagt van Museum Hilversum. Ook aan deze straat op nummer 4 ligt de Grote Kerk. Aan de Kerkbrink 18 bevindt zich ook een reliëf van de arts Johannes Fredericus van Hengel, een sociaal bevlogen Nederlandse arts die schrok van de slechte leefomstandigheden en het gebrek aan hygiëne in Hilversum rond 1838.

## Fotogalerij

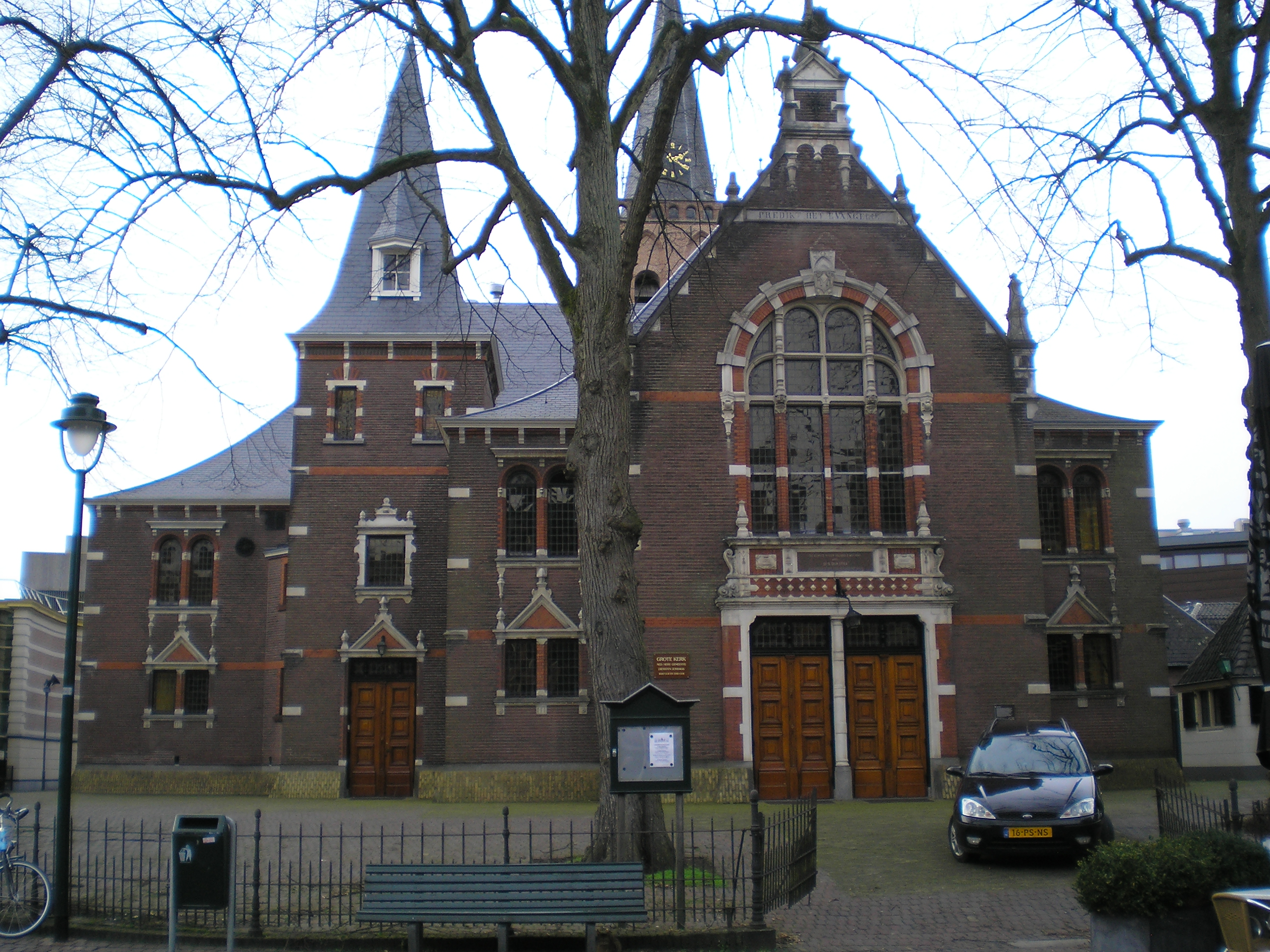
Grote Kerk aan de Kerkbrink te Hilversum
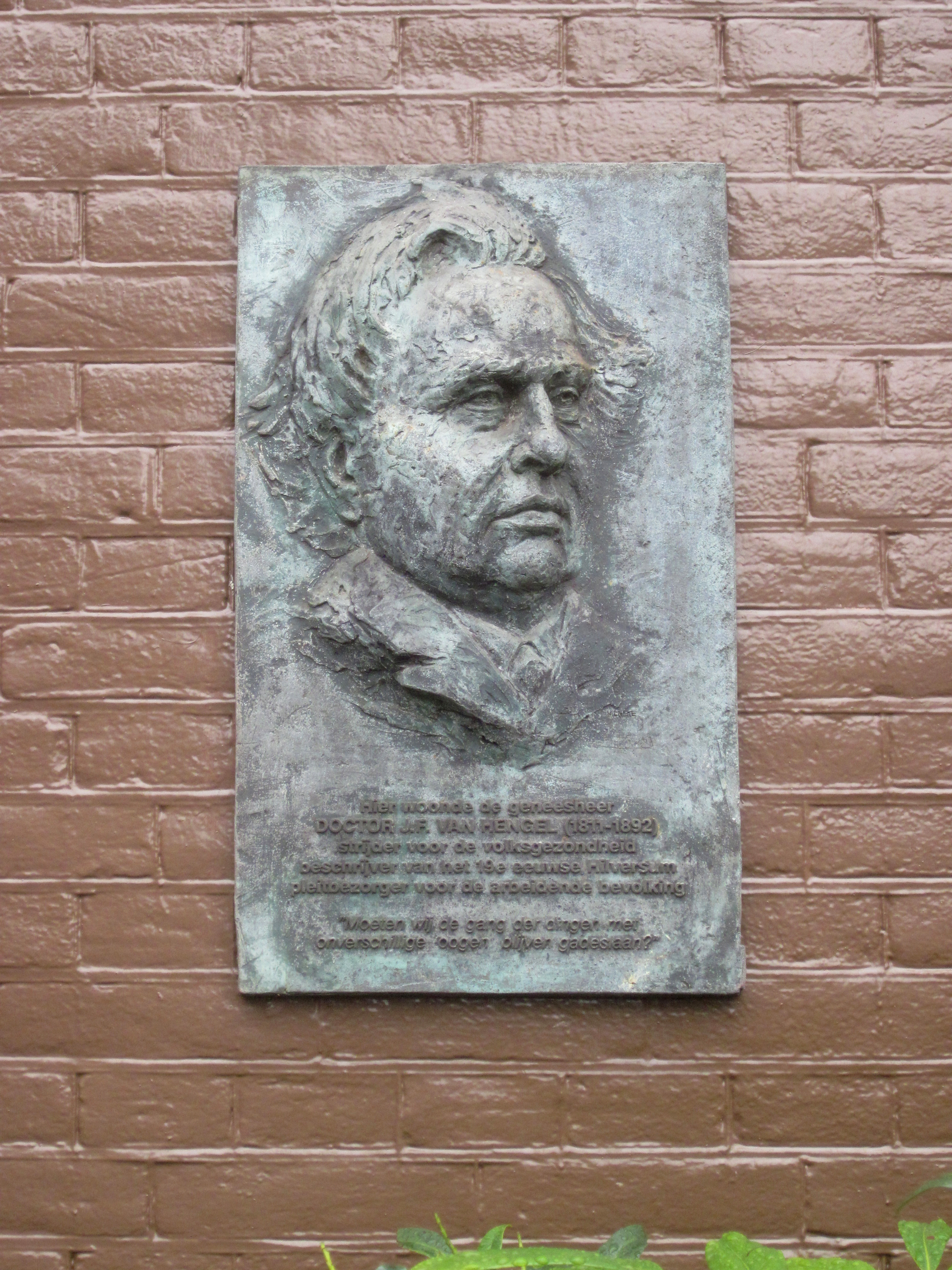
Reliëf van dokter Johannes Fredericus van Hengel aan de Kerkbrink 18
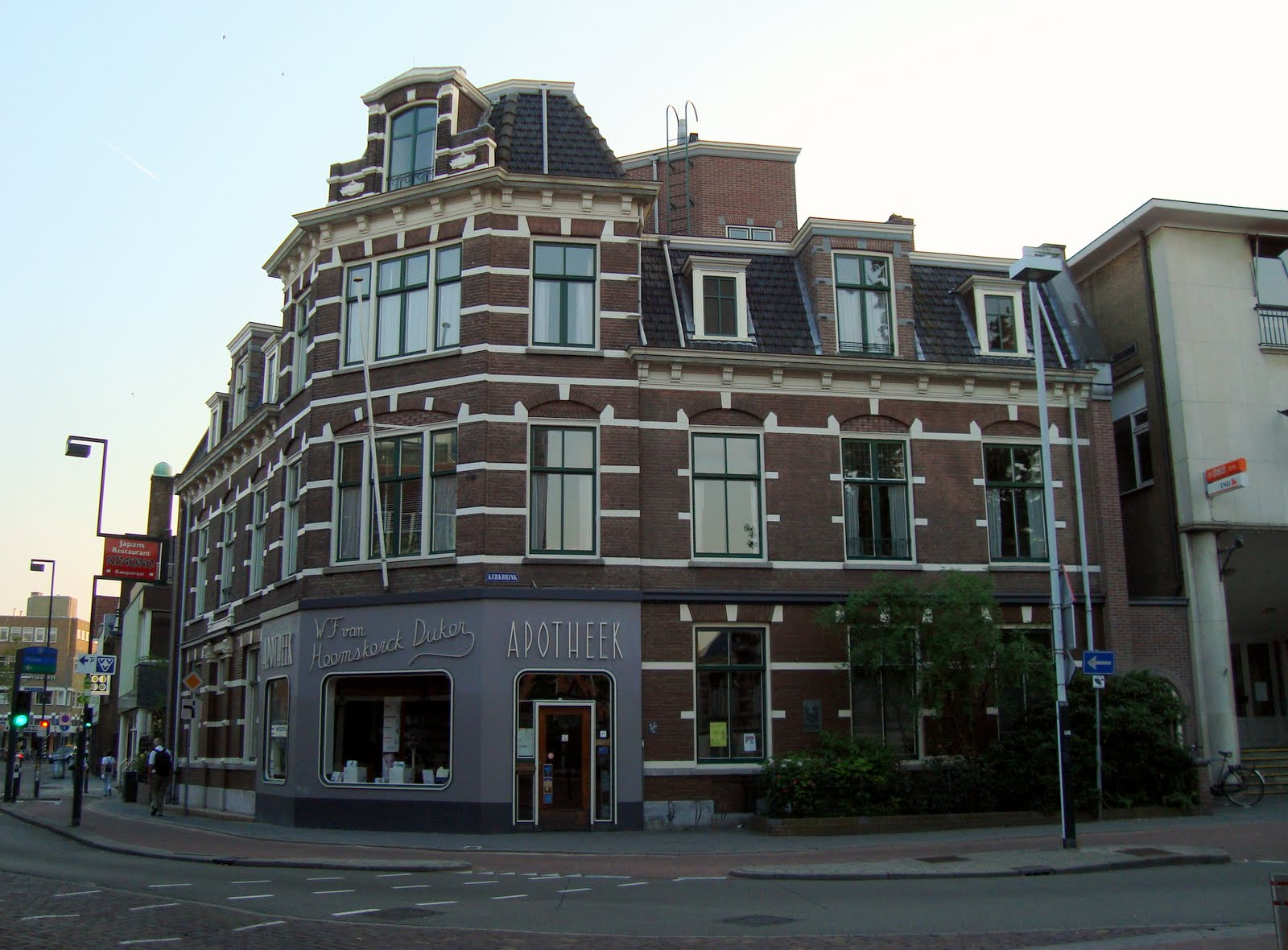
Kerkbrink 18 tot 20 met Apotheek Heemskerck Duker

.
Bussumerstraat ·
's-Gravelandseweg ·
Groest ·
Kerkstraat ·
Kerkbrink ·
Oude Torenstraat ·
Schoutenstraat ·
Torenlaan ·
Vreelandseweg